# Paraphrynus chiztun
Espèce
Synonymes
- Tarantula chiztun Rowland, 1973

Paraphrynus chiztun est une espèce d'amblypyges de la famille des Phrynidae.

## Distribution
Cette espèce est endémique du Tabasco au Mexique. Elle se rencontre à Teapa dans la grotte Las Grutas de Coconá.

## Description
L'holotype mesure 22,7 mm.

## Publication originale
- Rowland, 1973 : Two new troglobitic Amblypygida of the genus Tarantula from Mexican caves. (Arachnida). Bulletin of the Association for Mexican Cave Studies, no 5, p. 123-128.